# Nicola Lechner
Nicola Lechner (...) è un'ex sciatrice alpina austriaca paralimpica, che ha rappresentato l'Austria nello sci alpino paralimpico ai Giochi paralimpici invernali del 1998 a Nagano e del 2002 a Salt Lake City, vincendo un totale di cinque medaglie: tre medaglie d'argento e due di bronzo.

## Carriera
Ai Giochi paralimpici invernali del 1998 a Nagano, in Giappone, Lechner è salita sul podio in quattro gare su cinque. Ha vinto l'argento nello slalom speciale (tempo realizzato 2'06"22, oro per Sarah Billmeier in 2'04"99 e bronzo per Maggie Behle in 2'08"14), slalom gigante (con 2'49"10 Lechner ha superato Sarah Billmeier	in 2'49"4, ma è arrivata dietro alla connazionale Danja Haslacher in 2'47"70) e discesa libera (in 1'14"95, si è piazzata dietro a Sarah Billmeier, 1º posto in 1'14"79, ma davanti a Maggie Behle, 3º posto in 1'18"04). Un'ulteriore medaglia è arrivata nella gara di supergigante, un bronzo vinto da Lechner in 1'09"06 nella categoria LW2 (oro per Danja Haslacher con il tempo di 1'08"80, e argento per Sarah Billmeier in 1'09"04).
Quattro anni più tardi, ai del 2002 a Salt Lake City, Lechner è arrivata al 3º posto nello slalom gigante LW2 in 2'32"95, dietro alla connazionale Danja Haslacher (2'24"85) e alla statunitense Allison Jones (2'32"55).

## Palmarès

### Paralimpiadi
- 5 medaglie:
  - 3 argenti (slalom speciale LW2, slalom gigante LW2 e discesa libera LW2 a Nagano 1998)
  - 2 bronzi (supergigante LW2 a Nagano 1998; slalom gigante LW2 a Salt Lake City 2002)